# Mindepartementet Art and Photography

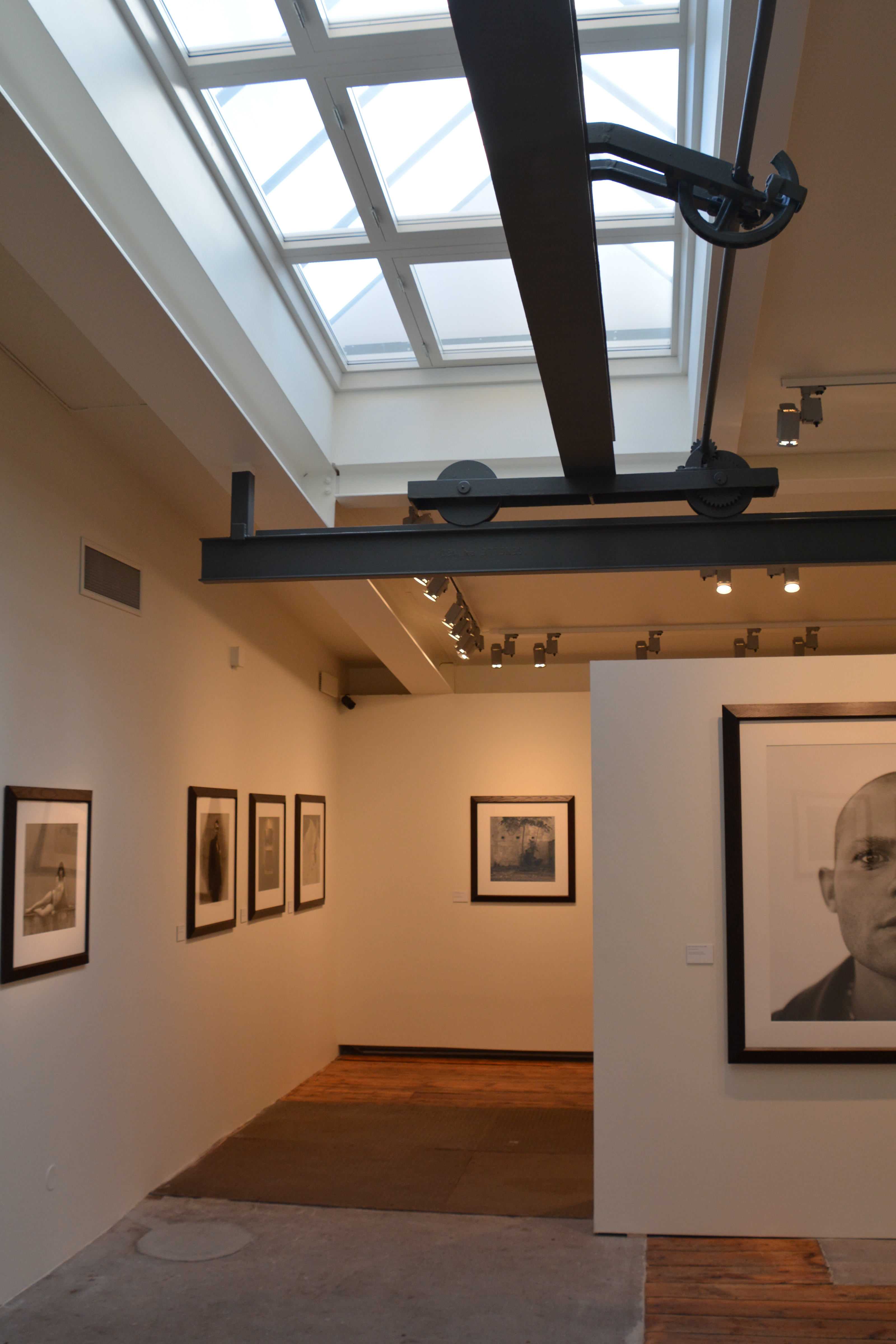
Interiör. Traverskran från 1874 i taket.

Mindepartementet Art and Photography var en privatägd konsthall för fotografi som drevs åren 2016-2017 på Skeppsholmen i Stockholm.
Verksamheten öppnade i mars 2016 i Mindepartementet, en byggnad från 1700- och 1800-talen, där tidigare flottan bedrivit tillverkning och underhåll av sjöminor, i samma lokaler där närmast tidigare Panoptikon Fotografins Hus bedrivit galleriverksamhet. I september året därpå förkunnade de ansvariga på Facebook att de lagt ner galleriet.